# Campeonato Mundial de Atletismo Sub-18
El Campeonato Mundial de Atletismo Sub-18 fue un evento deportivo bienal organizado por la Asociación Internacional de Federaciones de Atletismo (IAAF por sus siglas en inglés). Los atletas participantes debían tener una edad de dieciséis o diecisiete años hasta el día 31 de diciembre del año en que se realizaba la competencia. El certamen cambió el nombre de Campeonato Mundial Juvenil (IAAF World Youth Championships), que ostentó hasta 2015, con el objetivo de homologarlo con otras competencias deportivas.
La última edición se celebró en 2017. Una razón para su cancelación, en palabras del presidente de la IAAF, Sebastian Coe, fue que la competición «no era el mejor inicio en la carrera de un atleta en esa etapa de su vida».

## Ediciones
| Edición | Año  | Ciudad     | País            | Sede                                |
| ------- | ---- | ---------- | --------------- | ----------------------------------- |
| I       | 1999 | Bydgoszcz  | Polonia         | Estadio Zdzisław Krzyszkowiak       |
| II      | 2001 | Debrecen   | Hungría         | Gyulai István Atlétikai Stadion     |
| III     | 2003 | Sherbrooke | Canadá          | Stade de l'Université de Sherbrooke |
| IV      | 2005 | Marrakech  | Marruecos       | Stade Sidi Youssef Ben Ali          |
| V       | 2007 | Ostrava    | República Checa | Městský stadion                     |
| VI      | 2009 | Bresanona  | Italia          | Raiffeisen Arena di Bressanone      |
| VII     | 2011 | Lille      | Francia         | Estadio Lille Metropole             |
| VIII    | 2013 | Donetsk    | Ucrania         | RSK Olympiyskiy                     |
| IX      | 2015 | Cali       | Colombia        | Estadio Olímpico Pascual Guerrero   |
| X       | 2017 | Nairobi    | Kenia           | Centro Deportivo Internacional Moi  |

## Pruebas
Pruebas del Campeonato Mundial Juvenil de Atletismo:
| Evento                          | Hombres | Mujeres |
| ------------------------------- | ------- | ------- |
| 100 metros                      |         |         |
| 200 metros                      |         |         |
| 400 metros                      |         |         |
| 800 metros                      |         |         |
| 1.500 metros                    |         |         |
| 3.000 metros                    |         |         |
| 2.000 metros stp.               |         |         |
| 100 metros vallas (76,2 cm)     |         |         |
| 110 metros vallas (91,4 cm)     |         |         |
| 400 metros vallas (84,0 cm)     |         |         |
| 400 metros vallas               |         |         |
| Salto de altura                 |         |         |
| Salto con pértiga               |         |         |
| Salto de longitud               |         |         |
| Triple salto                    |         |         |
| Lanzamiento de peso             |         |         |
| Lanzamiento de peso (5 kg)      |         |         |
| Lanzamiento de disco            |         |         |
| Lanzamiento de disco (1,500 kg) |         |         |
| Lanzamiento de martillo         |         |         |
| Lanzamiento de martillo (5 kg)  |         |         |
| Lanzamiento de jabalina         |         |         |
| Lanzamiento de jabalina (700 g) |         |         |
| Heptatlón                       |         |         |
| Decatlón                        |         |         |
| Marcha atlética (5.000 m)       |         |         |
| Marcha atlética (10.000 m)      |         |         |
| Relevo sueco                    |         |         |